# Grand Theft Auto: Liberty City Stories
Grand Theft Auto: Liberty City Stories je akční videohra ze série Grand Theft Auto. Roku 2005 ji pro PlayStation Portable a PlayStation 2 vydala společnost Rockstar Games.

## Příběh
Tony Cipriani, hlavní postava, se vrací z exilu do Liberty City. Přivítá ho sám Don Leone, ale v příštích dnech bude Tony nucen dělat práci pro jeho caporegima Vincenza. Ten ale zradí a tak Tony bude chvíli dělat pro starého přítele O'Toola a posléze bude řešit rozpory s matkou o tom, že je moc hubený, zbabělý a otec by se za něj styděl. Po několika pokusech přesvědčit matku o opaku zmasakruje jejího oblíbeného řezníka a nechá z něj v jeho vlastním řeznictví udělat Sicilský salám. Tony dál šplhá výš ve zločinecké hierarchii…

## Gangy

### Yakuza
Yakuza je japonská mafie, která se vyskytuje v Torringtonu.
- Šéf: Kazuki Kasen
- Auto: Yakuza Stinger
- Barva auta: červenomodrá
- Oblečení: modrý oblek
- Zbraně: pistole a Uzi

### Kolumbijský Kartel
Kartel je Kolumbijský gang nacházející se v Cedar Grove.
- Šéf: Miguel
- Auto: Cartel Cruiser
- Barva auta: světle modrá
- Oblečení: Havajské oblečení
- Zbraně: pistole,uzi

### El Diablos
El Diablos je portorikánský pouliční gang sídlící v Hepburn Heights v Portlandu.
- Šéf: El Burro
- Auto: Diablo Stallion
- Barva auta: černá s rudými plameny
- Oblečení: červené košile
- Zbraně: baseballová pálka, pistole, uzi

### Triády
Triády jsou čínský gang z Chinatownu a úhlavními nepřáteli rodiny Leone.
- Šéf: Neznámý
- Auto: Triad Fish Van
- Barva Auta: různá
- Oblečení: modrá tepláková souprava
- Zbraně: pistole a sekáčky na maso

### Uptown Yardies
Yardies je jamajský gang vyskytující se v Newportu.
- Šéf: King Courtney
- Auto: Yardies Lobo
- Barva auta: béžovočervená
- Oblečení: jamajské oblečení
- Zbraně: baseballová pálka, pistole

### Southside Hoods
Hoods jsou afroamerický gang rozdělující se na dva sety: Red Jacks a Purple Nines, a vyskytující se v čtvrti Vichita Gardens.
- Šéf: Neznámý
- Auto: Hoods Rumplo XL
- Barva auta: Zelenomodrá
- Oblečení: hnědé bundy a červená nebo fialová trička
- Zbraně: pistole,uzi

### Sindacco Crime Family
Sindacco Family je mafie, která má území v Chinatownu , Hepburn Heights a Red Light okrsku v Portlandu a v Torringtonu a Newportu na Staunton Islandu.
- Šéf: Paulie Sindacco
- Auto: Sindacco Argento
- Barva auta: bílá
- Oblečení: hnědý kabát,černá trička,tmavě šedé kalhoty a černé boty
- Zbraně: pistole,uzi, mp5, AK47

Pozn.: Nepocházejí z Liberty City.Je to mafie z Las Venturas, se kterou jste se mohli setkat v Grand Theft Auto: San Andreas

### Forelli Crime Family
Forelliové jsou mafie vyskytující se v Rockfordu, Liberty Campusu, Fort Stauntonu a Bellevillském parku v Staunton Islandu a ve Vichita Gardens v Shoreside Vale.
- Šéf: Franco Forelli
- Auto: Forelli Excess
- Barva auta: modrá
- Oblečení: bílé kabáty, tmavě červená trička, modré kalhoty a černé boty
- Zbraně: pistole,uzi, ak47

Pozn.: Tato mafie se objevila ve všech dílech 3d univerza (GTA III, GTA VC, GTA SA, GTA VCS a GTA LCS)

### Leone Crime Family
Leones jsou mafie, která se vyskytuje v Saint Mark's, Portland View, Harwoodu, Trentonu a Atlantic Quays.
- Šéf: Salvatore Leone
- Auto: Leone Sentinel
- Barva auta: černá
- Oblečení: černý oblek
- Zbraně: pistole

### Sicilská Mafie
Sicilská Mafie je váš úhlavní nepřítel, který
se snaží získat územní zisky na úkor rodin z Liberty City a pokusí se vaši mafii zničit.
- Šéf: Massimo Torrini, Uncle Leone
- Auto: Stinger
- Barva auta: různá
- Oblečení: tmavě modrý oblek
- Zbraně: Ak-47, M16, raketomet, uzi

## Lokace
Příběh hry se odehrává v Liberty City z Grand Theft Auto III, pokud jste hráli Grand Theft Auto: Liberty City Stories a nyní hrajete Grand Theft Auto III nebo naopak, můžete si všimnout změn na mapě.

### Portland
Průmyslová část města. Najdete zde přístavní doky a skladiště, paneláky, továrny a Čínskou a Italskou čtvrť. Tato část města byla silně inspirována Brooklynem.
 Harwood  – Nejsevernější část ostrova. Najdete zde drtičku aut, hasičskou stanici, benzínku a radiovou stanici. Čtvrť je pod kontrolou rodiny Leone.
 Hepburn Heights  – Klasická čtvrť s paneláky. Najdete zde kasíno/bordel The Dolls House a konstrukční zónu. Čtvrť vlastní rodina Sindacco.
 Red Light District  – Čtvrť, ve které budete mít safehouse v GTA III. Najdete zde mnoho bordelů a nočních klubů. Jeden z nich, Paulie's Revue Bar, bude později předělán na Luigi's Sex Club 7. Tato čvrť je centrem rodiny Sindacco v Portlandu.
 Chinatown  – Čínská Čtvrť, kde najdete mnoho obchodů, řeznictví Casa's Deli a velký počet členů Sindacco Crime Family.
 Callahan Point  – Malá čtvrť, kde najdete jenom skladiště a malý restaurant s parkovištěm. Po nějakou dobu se zde scházejí motorkáři.
 Atlantic Quays  – Přístavní doky, které ovládá Leone Crime Family. Svůj domov má zde i Vincenzo Cilli, Capo rodiny Leone, který vám bude na začátku hry zadávat mise.
 Portland Harbor  – Přístavní skladiště, kde najdete pár lodí a hodně vzteklých dělníků, kteří se vás pokusí zabít jen co vkročíte do přístavu.
 Trenton  – Čtvrť, kde můžete najít starou pilu, továrnu Bitch n' Dog Food a Joeyho autoopravnu. Území ovládá rodina Leone.
 Portland View  – V této čtvrti najdete policejní stanici, nemocnici a domov Micka, bodyguarda Luigiho z GTA III. Tuto část města má pod palcem Salvatore Leone.
 Saint Mark's  – Centrum rodiny Leone, najdete tu domov Salvatora Leoneho a Marie Latore. Budete tu mít své první úložiště.
 Portland Beach  – Velká čtvrť, kde není nic – kromě majáku, kam se budete moci podívat v poslední misi.
 Callahan Bridge  – Most přes který se dostanete na Staunton Island. Na začátku hry je ve fázi konstrukce.

### Staunton Island
Ostrov uprostřed města. Je zde mnoho velkých podniků, městský park a fotbalový stadion. Ostrov je inspirován Manhattanem.
 Torrington  – Obrovská čtvrť s hotely, obchody a s Big Shot Casinem. Není proto divu, že tuto čtvrť ovládá Sindaccova Mafie.
 Bedford Point  – Obchodní centrum ostrova. Najdete tu Kino, mnoho obchodů a katedrálu, do které ale nemůžete vstoupit (pokud se vám neodemčou mise s Otcem Nedem nebo pokud je všechny uděláte).
 Newport  – Přístav na
Staunton Islandu. Najdete tu parkoviště, paneláky a svůj druhý dům (spíše budete mít byt). Této čtvrti vládne rodina Sindacco, ale i tak můžete na severní části území najít členy rodiny Forelli.
 Beleville Park  – Území ovládané rodinou Forelli. Najdete zde nádherný park, kde také zavraždíte starostu města.
 Fort Staunton  – Centrum Forelli Crime Family. Najdete zde domy typické pro italská města, budovu opery, malý parčík a tiskárnu. Čtvrť je také nazývána jako „Little Italy“ (Malá Itálie). Čtvrť je později zničena do základu díky výbuchům v opuštěném metru pod městem (Proto je Fort Staunton v GTA III víceméně jedna velká konstrukční zóna).
 Rockford  – Další čtvrť ovládaná rodinou Forelli. Najdete zde nemocnici a velké parkoviště pod ní,nic víc.
 Liberty Campus  – Čtvrť ve které se nachází univerzita. Čtvrti vládne rodina Forelli.
 Aspatria  – Zde najdete fotbalový stadion a skladiště Yakuzy. Zde také můžete potkat Leona McAffreyho, zkorumpovaného policistu z GTA III, kterého jste měli zabít (byl to ten týpek, co „rybařil“ s pomocí dynamitu a později byl kvůli úrazům způsobených hráčem celý obalený v sádře).
 Zvedací Most  – Most, přes který se dostanete do Shoreside Vale.

### Shoreside Vale
Poslední část Liberty City. Moc tu toho nenajdete, protože více než polovinu oblasti zabírá letiště a zbytek je většinou industriální zóna. Oblast je pravděpodobně inspirována New Jersey.
Francis International Airport

## Zbraně
- baseballová pálka
- boxer
- nůž
- sekáček na maso
- mačeta
- motorová pila
- obušek
- policejní devítka
- uzi
- revolver
- micro SMG
- samopal
- AK-47
- sniper
- brokovnice
- automatická brokovnice
- plamenomet
- kulomet
- granáty
- molotův koktejl
- výbušnina v granátu na dálku odpalovaná